# Émile Gossot
 (janvier 2025).
Si vous disposez d'ouvrages ou d'articles de référence ou si vous connaissez des sites web de qualité traitant du thème abordé ici, merci de compléter l'article en donnant les références utiles à sa vérifiabilité et en les liant à la section « Notes et références ».
Émile Gossot, né le 5 mars 1822 à Dijon et mort le 26 février 1904 à Paris 14e, est un historien français.

## Biographie
Professeur au lycée Louis-le-grand, Gossot a rédigé plusieurs ouvrages sur l’éducation, dont trois lui ont valu le prix Montyon de l’Académie française (1878, 1887, 1901), ainsi qu’un ouvrage critique sur Marivaux.

## Publications
- Mme Marie Pape-Carpantier, sa vie et son œuvre, 1890.
- Mlle Sauvan, première inspectrice des écoles de Paris : sa vie et son œuvre, Paris, Hachette, 1877, 230 p., in-16 (OCLC 918676267, lire en ligne sur Gallica).
- Arthur Bary, 1829-1887, 1889
- Progrès de l’enseignement primaire public à Paris (1878-1889)
- Marivaux, moraliste : étude critique suivie d’un choix de morceaux tirés de ses ouvrages, Paris, Didier et Cie, 1881, vii, 347 p., in-16 (OCLC 2320588, lire en ligne sur Gallica).
- Souvenirs de la vie de province. Madeleine, avec une lettre-préface de Henry Cochin, Paris, Perrin, 1887, ix-415 p., in-16.
- Un pensionnat d'autrefois, souvenirs d'une pensionnaire, Tours, Alfred Mame et fils, 1900.